# Poissons II
Poissons II [lire « deux »] (forme internationale Pisces II, en abrégé Psc II) est une galaxie naine située à une distance d'environ 180 kiloparsecs du Soleil, dans la constellation zodiacale des Poissons. De magnitude apparente 16,3 dans le spectre visible, elle n'est pas observable à l'œil nu. Elle a été découverte en 2009 grâce aux données collectées par le Sloan Digital Sky Survey (SDSS) avec le SDSS 2.5 m, un télescope Ritchey-Chrétien à monture azimutale et au miroir primaire de 2,5 mètres de diamètre, située à l'observatoire astronomique américain d'Apache Point au Nouveau-Mexique. Il s'agit d'une galaxie naine sphéroïdale (dGsp) satellite de notre galaxie, la Voie lactée.